# Eatoniellidae
Famille
Les Eatoniellidae sont une famille de mollusques de la classe des gastéropodes, et de l'ordre des Littorinimorpha.

## Liste des genres
Selon World Register of Marine Species (23 mars 2016) :
- genre Crassitoniella Ponder, 1965
- genre Eatoniella Dall, 1876
- genre Liratoniella Ponder, 1965
- genre Pupatonia Ponder, 1965